# Lanišće
Lanišće är en ort i Kroatien.   Den ligger i länet Istrien, i den västra delen av landet, 150 km väster om huvudstaden Zagreb. Lanišće ligger 546 meter över havet och antalet invånare är 329.
Terrängen runt Lanišće är kuperad. Runt Lanišće är det ganska glesbefolkat, med 29 invånare per kvadratkilometer. Närmaste större samhälle är Buzet, 11,7 km väster om Lanišće. I omgivningarna runt Lanišće växer i huvudsak blandskog.